# Спикс, Олей
Олей Спикс (англ. Oley Speaks, 28 июня 1874, Канал-Уинчестер — 7 августа 1948 или 27 августа 1948, Нью-Йорк, Нью-Йорк) — американский композитор и автор песен. Его творчество включают в себя множество религиозных песен, а наиболее известное его произведение — песня «На пути к Мандалаю» на стихи из поэмы «Мандалай» Редьярда Киплинга. В Музее исторического общества города Канал Винчестер есть экспонаты о жизни Олея Спикса, в том числе оригинальные ноты, написанные им.

## Биография

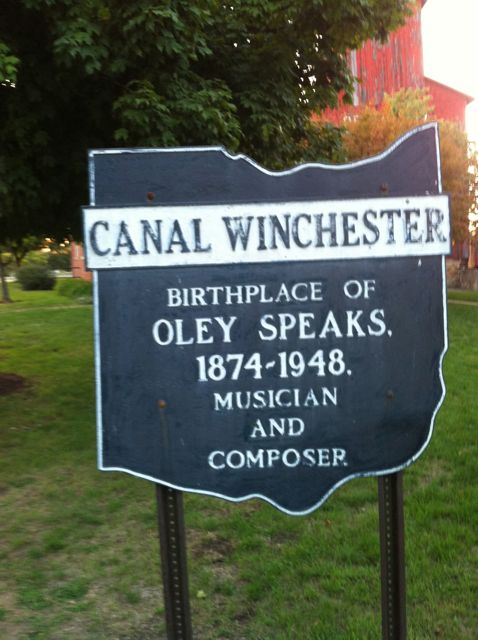
Знак в честь Олея Спикса в Канал Винчестере

Спикс родился в городе Канал Винчестер, штат Огайо, в семье торговца зерном и подрядчика. Ему было десять лет, когда умер его отец, и вскоре после этого его семья переехала в Колумбус. Он учился игре на пианино в детстве, а его баритоновый голос в 1891 году был отмечен в газете The Columbus Dispatch. В 1890-х годах он устроился на работу железнодорожником на станцию в Колумбусе, пока не решил продолжить свои музыкальные увлечения. Он приобрёл репутацию прекрасного певца-баритона в церквях в Колумбусе, прежде чем он переехал в Нью-Йорк в 1898 году и начал брать уроки. Одной из его учительниц вокала была американская сопрано Эмма Терсби. Спикс сделал успешную карьеру в качестве певца, гастролировал по США, давал сольные концерты, а также выступал в ораториях.
Олей Спикс изучал композицию с Уиллом Макфарлэйном и Максом Спикером. В 1907 году он написал известную песню «На пути к Мандалаю», используя слова стихотворения Редьярда Киплинга «Мандалай». Эта песня стала особенно популярной после исполнения её Фрэнком Синатрой на альбоме Come Fly with Me в 1958 году. У Спикса было ещё две песни, проданных миллионными тиражами: Morning на лирику Фрэнка Лебби Стэнтона в 1910 году и Sylvia на стихи Клинтона Сколларда в 1914 году. Американский баритон Роберт Меррилл, австрийский тенор Рихард Таубер, шведский тенор Юсси Бьёрлинг и американский певец Нельсон Эдди были среди певцов, которые исполнили «Сильвию».
Спикс был членом Американского общества композиторов, авторов и издателей, где он был избран директором в 1924 году и прослужил таковым до 1943 года. Он также был национальным покровителем международного музыкального сообщества «Дельта Омикрон».

## Творчество

### Саундтреки к фильмам
Олей Спикс создал звуковое сопровождение к нескольким фильмам:
- Пол Тремейн и его аристократы (1929)[15] (в исполнении Пола Тремейна)
- Metro Movietone Revue (1929/II)[16] (в исполнении Джорджа Девэя Вашингтона)
- Мандалай (1934)[17] (звучит при начальных титрах)
- Китайские моря (1935)[18] (вариации звучат в начальных и финальных титрах)
- Метрополитен (1935)[19]
- Они встретились в Бомбее (1941)[20] (звучит несколько раз)

### Музыкальные работы
Более 250 песен. В основном изданы G. Schirmer Inc. и The John Church Company.